# Okręg Peć
Okręg Peć (serb. Pećki okrug / Пећки округ, alb. Regjioni i Pejës) – okręg w południowej Serbii, w regionie autonomicznym Kosowo, istniejący w latach 1990–1999.
Okręg dzielił się na 5 gmin:
- Peć (alb. Pejë/Peja)
- Istok (alb. Istog)
- Klina (alb. Klina)
- Dečani (alb. Deçan)
- Đakovica (alb. Gjakova)